# Station Felletin
Station Felletin is een spoorweghalte in de Franse gemeente Felletin, in het departement Creuse, op de lijn  Busseau-sur-Creuse-Ussel, kilometerpunt 423.045. De halte ligt op 529 m hoogte. 
Zij wordt, enkel op weekdagen, bediend door treinen van het netwerk TER Nouvelle-Aquitaine op het traject Limoges – Felletin.
De halte is het eindpunt van de lijn geworden sinds de sluiting van het traject Felletin – Ussel op 30 september 1979.